# قبعة مخروطية آسيوية
القبعة المخروطية الآسيوية هي نوع بسيط من القبعات المخروطية، مصدرها من شرق وجنوب وجنوب شرق آسيا؛ ويمكن رؤيتها في دول ومناطق العصر الحديث مثل بنغلاديش وبوتان والصين وكمبوديا والهند وإندونيسيا واليابان وكوريا ولاوس وماليزيا وميانمار والفلبين وأجزاء من منشوريا الخارجية وتايوان ونيبال والتبت وتايلاند وفيتنام.
تثبت على الرأس بقماشة (غالباً من حرير) أو شريط من الألياف.

## تسميات أخرى
تسمى قبعة الأرز الآسيوية أو فقط قبعة الأرز أو قبعة القولي أو القبعة الصينية أو القبعة المشرقية أو قبعة المزارع.

## معرض صور

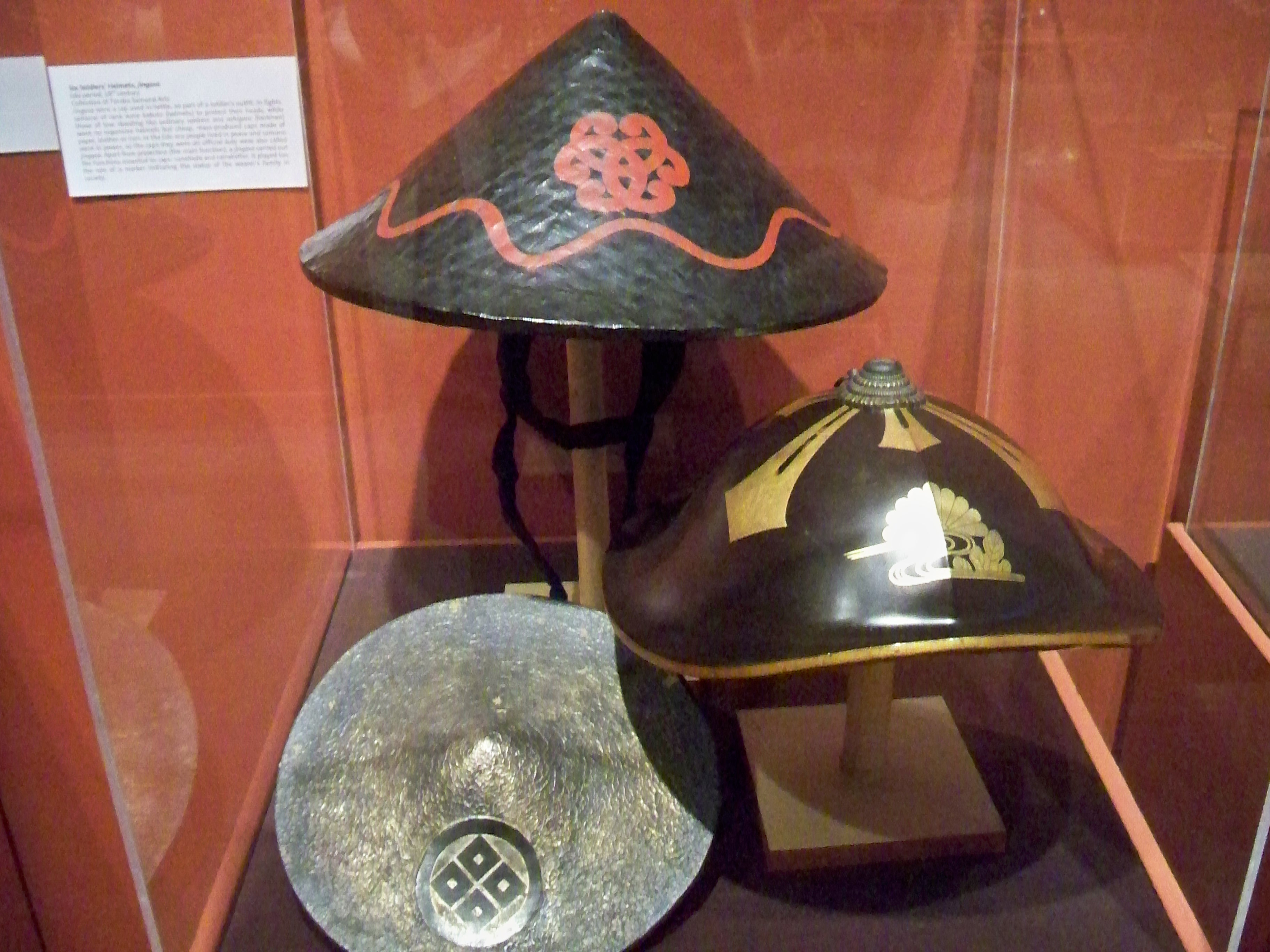

## روابط خارجية
- Conical straw hats gallery